# 웬즈데이 나이트 워스
웬즈데이 나잇 워스(영어: Wednesday Night Wars), 혹은 수요일 밤의 전쟁은 2019년 10월 2일부터 진행될 미국의 프로레슬링 프로그램의 시청률 경쟁을 가리킨다. WWE의 《NXT》와 AEW의 《다이너마이트》가 매주 수요일 밤 같은 시간대에 시청률을 겨룬다.
1995년부터 2001년까지 진행된 WWE와 WCW의 시청률 전쟁에 이어 18년만에 펼쳐지는 북미 프로레슬링 서열 1,2위간의 시청률 경쟁이다.

## 같이 보기
- 먼데이 나이트 워스